# Dorfkirche Ladeburg (Gommern)

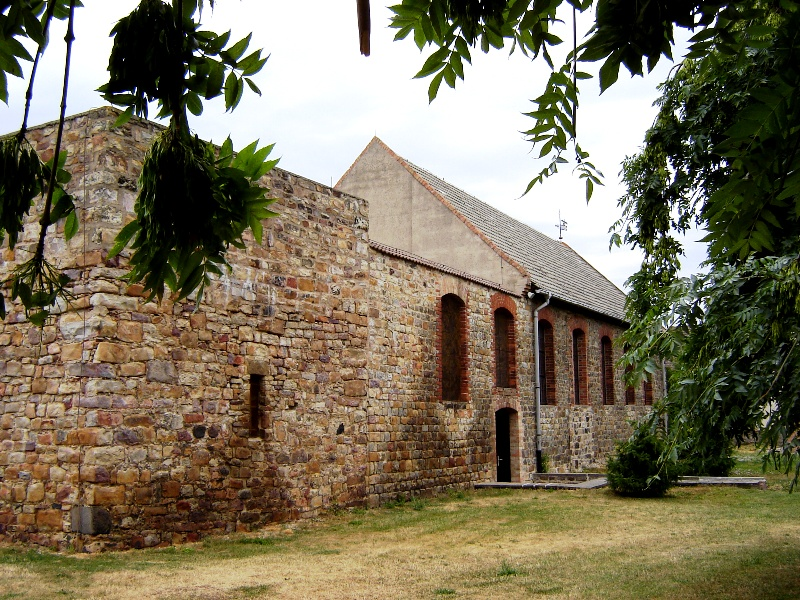
Kirche

Die Dorfkirche Ladeburg ist ein denkmalgeschütztes Kirchengebäude in der Ortschaft Ladeburg der Stadt Gommern in Sachsen-Anhalt. Im örtlichen Denkmalverzeichnis ist die Kirche unter der Erfassungsnummer 094 41394 als Baudenkmal verzeichnet.

## Allgemeines
Die Dorfkirche liegt inmitten eines von einer hohen Mauer umgebenen großen Grundstücks. Sie gehört zur Evangelischen Kirchengemeinde Leitzkau-Ladeburg im Kirchenkreis Elbe-Fläming der Evangelischen Kirche in Mitteldeutschland.

## Geschichte

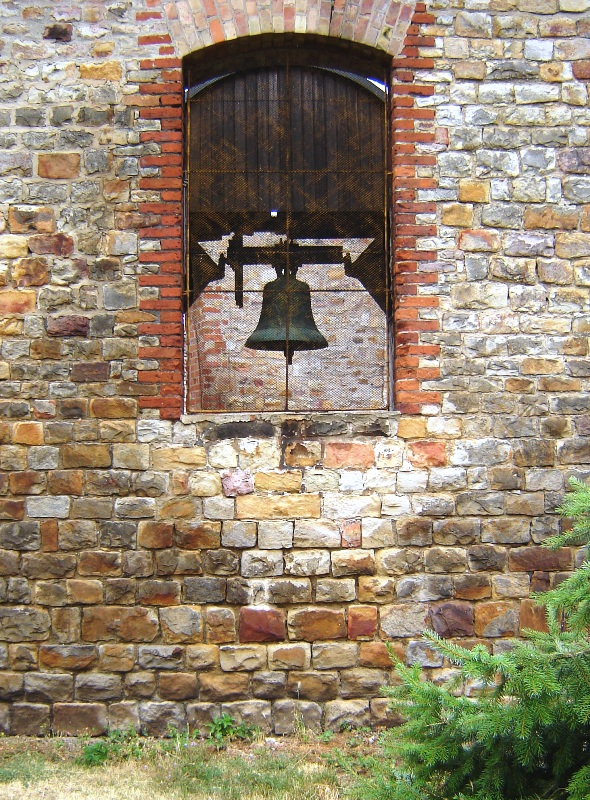
Glocke

Die Kirche wurde im 12. Jahrhundert aus Bruchsteinen der Gommeraner Steinbrüche errichtet, wurde aber im Laufe ihrer Geschichte mehrfach umgebaut. 1724 wurde das Kirchenschiffs nach Osten hin verlängert und das Westportal im Tor zugemauert. Beim Brand von 1853 fiel sie den Flammen zum Opfer, der Wiederaufbau begann aber bereits ein Jahr später. Der größte Eingriff in den Baukörper erfolgte Anfang der 1980er Jahre. Da zuvor weder finanzielle noch materielle Mittel zur Sanierung des baufällig gewordenen Turms aufgebracht werden konnte, musste er bis auf die Traufhöhe des Kirchenschiff abgetragen werden. Da auch der Dachstuhl des Kirchenschiffs in Mitleidenschaft gezogen war, trug man auch ihn zu zwei Dritteln ab, ließ diesen Teil offen und richtete in ihm anstelle des verlorengegangenen Glockenstuhls einen Glockenraum ein, in dem die Glocke nun nur wenige Meter über dem Boden hängt. Das Kirchenschiff ist mit einer flachwinkligen Kassettendecke versehen, die um 1920 mit einer Blumendekoration ausgemalt wurde. An der Nord- und Westwand sind Emporen angebracht. Ein 1607 aus Sandstein gefertigter Taufstein ist das älteste Inventarstück der Kirche. Bemerkenswert ist aufwändig aus Holz gestaltete Kanzelaltar, der von zwei Holzplastiken, die Evangelisten Matthäus und Markus darstellend, gesäumt wird.